# Zasolnica
Zasolnica (556 m n.p.m.) – szczyt w północnej części Grupy Magurki Wilkowickiej w Beskidzie Małym. Znajduje się na południowym, opadającym do doliny Soły grzbiecie Bujakowskiej Góry (Bujakowskiego Gronia). Południowe i wschodnie stoki Zasolnicy opadają ku Sole, zaś południowo-zachodnie ku dolinie potoku Żarnówka Mała. Pomiędzy podnóżami Zasolnicy i Żaru wybudowano na Sole zaporę Porąbka.
Według Aleksego Siemionowa pierwotna nazwa szczytu to Szklanica. Taką nazwę używa ludność miejscowa, a pochodzi ona od tego, że przed rozbiorami Polski w tym rejonie była huta szkła. Błędna nazwa Zasolnica pojawiła się na mapach austriackich z końca XIX wieku, później przyjęta została również na mapach polskich. Nazwa ta pochodzi od przysiółka Porąbki „Za Sołą”. Nazwa Zasolnica jednak utrwaliła się i podaje ją państwowy rejestr nazw geograficznych i bazująca na nim mapa Geoportalu.
Zasolnicę porasta las, ale na jej dość płaskim grzbiecie i północno-zachodnich stokach znajduje się duża polana z zabudowaniami i polami uprawnymi należącego do Międzybrodzia Bialskiego osiedla Żarnówka Mała. Na południowo-wschodnim stoku Zasolnicy znajduje się rezerwat Buczyna na Zasolnicy. Stokami Zasolnicy prowadzą dwa szlaki turystyczne. Obydwa omijają jej wierzchołek: niebieski po północnej stronie, czerwony po zachodniej. Ten ostatni prowadzi przez osiedle Żarnówka Mała, z którego pól uprawnych rozciąga się panorama widokowa na szczyty Beskidu Małego po wschodniej stronie Soły.
Szczyt i północno-wschodni stok Zasolnicy znajdują się we wsi Porąbka w powiecie bielskim, stok południowo-zachodni w Żarnówce Małej (część wsi Międzybrodzie Bialskie w powiecie żywieckim) – obydwie w województwie śląskim.

## Szlaki turystyczne
Piesze szlaki turystyczne
 Kozy – Zasolnica – Zapora Porąbka. Czas przejścia: 2:10 h, ↑ 2:20 h
 Mały Szlak Beskidzki na odcinku: Zapora Porąbka – Zasolnica – Bujakowska Góra (Bujakowski Groń) – Chrobacza Łąka – Groniczki – Gaiki – Czupel – Bielsko-Biała. Czas przejścia: 4.05 h, ↑ 4;25 h